# Première circonscription du Loiret
La première circonscription du Loiret est l'une des six circonscription législative française que compte le département du Loiret (région Centre-Val de Loire).
Elle est représentée dans la XVe législature par Stéphanie Rist, députée LREM.

## Histoire

### De 1958 à 2010
La première circonscription du Loiret était composée de :
- canton de La Ferté-Saint-Aubin
- canton de Jargeau
- canton d'Orléans-Est
- canton d'Orléans-Nord-Est
- canton d'Orléans-Sud
- canton de Sully-sur-Loire

Source : Journal Officiel du 14-15 Octobre 1958.
La première circonscription est recréée pour les élections législatives françaises de 1988.

### Depuis 2010
Elle est modifiée par l'ordonnance n°2009-935 du 29 juillet 2009, ratifiée par le Parlement français le 21 janvier 2010 dans le cadre du projet de redécoupage des circonscriptions législatives françaises.
- canton de Jargeau
- canton d'Orléans-Est
- canton d'Orléans-Nord-Est
- canton d'Orléans-Sud
- canton de Sully-sur-Loire

Pour les élections législatives de 2012, le canton de La Ferté-Saint-Aubin sera reversé dans la troisième circonscription.

## Description géographique et démographique
La première circonscription du Loiret, dite Orléans-Sud, représente le Sud-Ouest du département. Elle regroupe les sept cantons suivants, tous situés dans l'arrondissement d'Orléans : Beaugency, Cléry-Saint-André, La Ferté-Saint-Aubin, Olivet, Orléans-Saint-Marceau, Orléans-La Source et Saint-Jean-le-Blanc.

## Historique des résultats
| Législature | Début de mandat | Fin de mandat  | Député                           | Parti politique | Observations                                                                           |
| ----------- | --------------- | -------------- | -------------------------------- | --------------- | -------------------------------------------------------------------------------------- |
| IXe         | 23 juin 1988    | 1er avril 1993 | Jean-Pierre Sueur Claude Bourdin | PS              |                                                                                        |
| Xe          | 2 avril 1993    | 21 avril 1997  | Antoine Carré                    | UDF-PR          | Mandat écourté à la suite d'une dissolution parlementaire décidée par Jacques Chirac.  |
| XIe         | 12 juin 1997    | 18 juin 2002   | Antoine Carré                    | UDF-PR          |                                                                                        |
| XIIe        | 19 juin 2002    | 19 juin 2007   | Antoine Carré                    | UMP             |                                                                                        |
| XIIIe       | 20 juin 2007    | 19 juin 2012   | Olivier Carré                    | UMP             |                                                                                        |
| XIVe        | 20 juin 2012    | 20 juin 2017   | Olivier Carré                    | UMP             |                                                                                        |
| XVe         | 21 juin 2017    | 21 juin 2022   | Stéphanie Rist                   | REM             |                                                                                        |
| XVIe        | 22 juin 2022    | 9 juin 2024    | Stéphanie Rist                   | RE              | Mandat écourté à la suite d'une dissolution parlementaire décidée par Emmanuel Macron. |
| XVIIe       | 8 juillet 2024  | En cours       | Stéphanie Rist                   | RE              |                                                                                        |

## Résultats des élections

### Élections de 1958
| Candidat       | Candidat            | Parti          | Premier tour | Premier tour | Second tour | Second tour |  |
| Candidat       | Candidat            | Parti          | Voix         | %            | Voix        | %           |  |
| -------------- | ------------------- | -------------- | ------------ | ------------ | ----------- | ----------- |  |
|                | Henri Duvillard élu | UNR            | 17 389       | 39,91        | 26 702      | 62,33       |  |
|                | Jean Capdeville     | PCF            | 6 601        | 15,15        | 6 980       | 16,29       |  |
|                | Jean Grosbois       | Radsoc         | 6 174        | 14,17        | 9 159       | 21,38       |  |
|                | Roger Barnoux       | MRP            | 5 899        | 13,54        | Retrait     | Retrait     |  |
|                | Louis Fleurigeon    | SFIO           | 5 235        | 12,01        | Retrait     | Retrait     |  |
|                | Paul Lapauze        | UFF            | 2 277        | 5,23         | Retrait     | Retrait     |  |
|                |                     |                |              |              |             |             |  |
| Inscrits       | Inscrits            | Inscrits       | 55 959       | 100,00       | 55 961      | 100,00      |  |
| Abstentions    | Abstentions         | Abstentions    | 10 796       | 19,29        | 11 925      | 21,31       |  |
| Votants        | Votants             | Votants        | 45 163       | 80,71        | 44 036      | 78,69       |  |
| Blancs et nuls | Blancs et nuls      | Blancs et nuls | 1 588        | 3,52         | 1 195       | 2,71        |  |
| Exprimés       | Exprimés            | Exprimés       | 43 575       | 96,48        | 42 841      | 97,29       |  |

Le suppléant d'Henri Duvillard était Frédéric Leblanc.

### Élections de 1962
| Candidat       | Candidat                      | Parti          | Premier tour | Premier tour | Second tour | Second tour |  |
| Candidat       | Candidat                      | Parti          | Voix         | %            | Voix        | %           |  |
| -------------- | ----------------------------- | -------------- | ------------ | ------------ | ----------- | ----------- |  |
|                | Henri Duvillard sortant réélu | UNR-UDT        | 17 729       | 46,22        | 24 430      | 62,14       |  |
|                | Paul Hatton                   | PCF            | 5 725        | 14,93        | Retrait     | Retrait     |  |
|                | Jean Grosbois                 | Radsoc         | 3 992        | 10,41        | 14 883      | 37,86       |  |
|                | Bernard Philardeau            | MRP            | 3 963        | 10,33        | Retrait     | Retrait     |  |
|                | Pierre Thibault               | SFIO           | 3 835        | 10           | Retrait     | Retrait     |  |
|                | Lucien Auvray                 | Modérés        | 3 110        | 8,11         | Retrait     | Retrait     |  |
|                |                               |                |              |              |             |             |  |
| Inscrits       | Inscrits                      | Inscrits       | 57 142       | 100,00       | 57 118      | 100,00      |  |
| Abstentions    | Abstentions                   | Abstentions    | 17 328       | 30,32        | 15 899      | 27,84       |  |
| Votants        | Votants                       | Votants        | 39 814       | 69,68        | 41 219      | 72,16       |  |
| Blancs et nuls | Blancs et nuls                | Blancs et nuls | 1 460        | 3,67         | 1 906       | 4,62        |  |
| Exprimés       | Exprimés                      | Exprimés       | 38 354       | 96,33        | 39 313      | 95,38       |  |

Le suppléant d'Henri Duvillard était Jean-Baptiste Chassagne, directeur d'école honoraire, maire de Donnery. Jean-Baptiste Chassagne remplaça Henri Duvillard, nommé membre du gouvernement, du 8 mai 1965 au 5 mars 1967.

### Élections de 1967
| Candidat       | Candidat                      | Parti          | Premier tour | Premier tour | Second tour | Second tour |  |
| Candidat       | Candidat                      | Parti          | Voix         | %            | Voix        | %           |  |
| -------------- | ----------------------------- | -------------- | ------------ | ------------ | ----------- | ----------- |  |
|                | Henri Duvillard sortant réélu | UD-Ve          | 22 589       | 46,46        | 26 227      | 55,6        |  |
|                | Jean Grosbois                 | FGDS (Radical) | 9 041        | 18,6         | 20 944      | 44,4        |  |
|                | Paul Hatton                   | PCF            | 7 638        | 15,71        | Retrait     | Retrait     |  |
|                | Roland Jeanniot               | CD (PDM)       | 5 354        | 11,01        |             |             |  |
|                | Michel Gond                   | PSU            | 2 328        | 4,79         |             |             |  |
|                | André Huet                    | ARLP           | 1 668        | 3,43         |             |             |  |
|                |                               |                |              |              |             |             |  |
| Inscrits       | Inscrits                      | Inscrits       | 62 036       | 100,00       | 62 030      | 100,00      |  |
| Abstentions    | Abstentions                   | Abstentions    | 12 003       | 19,35        | 13 031      | 21,01       |  |
| Votants        | Votants                       | Votants        | 50 033       | 80,65        | 48 999      | 78,99       |  |
| Blancs et nuls | Blancs et nuls                | Blancs et nuls | 1 415        | 2,83         | 1 828       | 3,73        |  |
| Exprimés       | Exprimés                      | Exprimés       | 48 618       | 97,17        | 47 171      | 96,27       |  |

Le suppléant d'Henri Duvillard était Jean-Baptiste Chassagne. Jean-Baptiste Chassagne remplaça Henri Duvillard, nommé membre du gouvernement, du 6 mai 1967 au 30 mai 1968.

### Élections de 1968
|                | Henri Duvillard sortant réélu | UDR (URP)      | 27 459 | 56,17  |  |  |  |
|                | Marcel Corneille              | PCF            | 7 308  | 14,95  |  |  |  |
|                | Marie-Rose Dupuis             | CD (PDM)       | 5 655  | 11,57  |  |  |  |
|                | Jean-Claude Aldebert          | FGDS (Radical) | 5 506  | 11,26  |  |  |  |
|                | Michel de La Fournière        | PSU            | 2 961  | 6,06   |  |  |  |
|                |                               |                |        |        |  |  |  |
| Inscrits       | Inscrits                      | Inscrits       | 61 900 | 100,00 |  |  |  |
| Abstentions    | Abstentions                   | Abstentions    | 12 142 | 19,62  |  |  |  |
| Votants        | Votants                       | Votants        | 49 758 | 80,38  |  |  |  |
| Blancs et nuls | Blancs et nuls                | Blancs et nuls | 869    | 1,75   |  |  |  |
| Exprimés       | Exprimés                      | Exprimés       | 48 889 | 98,25  |  |  |  |

Le suppléant d'Henri Duvillard était Jean-Baptiste Chassagne. Jean-Baptiste Chassagne remplaça Henri Duvillard, nommé membre du gouvernement, du 13 août 1968 au 1er avril 1973.

### Élections de 1973
| Candidat       | Candidat                      | Parti          | Premier tour | Premier tour | Second tour | Second tour |  |
| Candidat       | Candidat                      | Parti          | Voix         | %            | Voix        | %           |  |
| -------------- | ----------------------------- | -------------- | ------------ | ------------ | ----------- | ----------- |  |
|                | Henri Duvillard sortant réélu | UDR (URP)      | 22 026       | 38,42        | 30 574      | 53,7        |  |
|                | Jean Grosbois                 | MRG (UGSD)     | 11 271       | 19,66        | 26 364      | 46,3        |  |
|                | André Merlot                  | PCF            | 8 619        | 15,03        | Retrait     | Retrait     |  |
|                | Roland Jeanniot               | CD (MR)        | 7 762        | 13,54        | Retrait     | Retrait     |  |
|                | Michel de La Fournière        | PSU            | 4 548        | 7,93         |             |             |  |
|                | Marie-Eugène Zozor            | LO             | 1 616        | 2,82         |             |             |  |
|                | François Foiry                | FN             | 1 493        | 2,6          |             |             |  |
|                |                               |                |              |              |             |             |  |
| Inscrits       | Inscrits                      | Inscrits       | 71 845       | 100,00       | 71 841      | 100,00      |  |
| Abstentions    | Abstentions                   | Abstentions    | 12 958       | 18,04        | 12 796      | 17,81       |  |
| Votants        | Votants                       | Votants        | 58 887       | 81,96        | 59 045      | 82,19       |  |
| Blancs et nuls | Blancs et nuls                | Blancs et nuls | 1 552        | 2,64         | 2 107       | 3,57        |  |
| Exprimés       | Exprimés                      | Exprimés       | 57 335       | 97,36        | 56 938      | 96,43       |  |

Le suppléant d'Henri Duvillard était Jean-Baptiste Chassagne.

### Élections de 1978
| Candidat       | Candidat                | Parti          | Premier tour | Premier tour | Second tour | Second tour |  |
| Candidat       | Candidat                | Parti          | Voix         | %            | Voix        | %           |  |
| -------------- | ----------------------- | -------------- | ------------ | ------------ | ----------- | ----------- |  |
|                | Jacques Douffiagues élu | UDF (PR)       | 21 696       | 29,63        | 42 026      | 55,52       |  |
|                | Michel de La Fournière  | PS             | 16 098       | 21,99        | 33 666      | 44,48       |  |
|                | Gaston Galloux          | RPR            | 14 941       | 20,41        | Retrait     | Retrait     |  |
|                | Noël Bizouerne          | PCF            | 11 632       | 15,89        | Retrait     | Retrait     |  |
|                | Jean Sabatte            | MRG            | 2 686        | 3,67         |             |             |  |
|                | Léon Hadijanin          | PSD            | 1 928        | 2,63         |             |             |  |
|                | Christiane Hauchère     | LO             | 1 653        | 2,26         |             |             |  |
|                | Yves van Ghele          | PFN            | 1 060        | 1,45         |             |             |  |
|                | Denis Rouet             | LCR            | 677          | 0,92         |             |             |  |
|                | Maurice Battais         | FRP            | 455          | 0,62         |             |             |  |
|                | Paul Mercy              | UOPDP          | 395          | 0,54         |             |             |  |
|                |                         |                |              |              |             |             |  |
| Inscrits       | Inscrits                | Inscrits       | 89 399       | 100,00       | 89 261      | 100,00      |  |
| Abstentions    | Abstentions             | Abstentions    | 14 181       | 15,86        | 11 965      | 13,4        |  |
| Votants        | Votants                 | Votants        | 75 218       | 84,14        | 77 296      | 86,6        |  |
| Blancs et nuls | Blancs et nuls          | Blancs et nuls | 1 997        | 2,65         | 1 604       | 2,08        |  |
| Exprimés       | Exprimés                | Exprimés       | 73 221       | 97,35        | 75 692      | 97,92       |  |

Le suppléant de Jacques Douffiagues était Pierre Lanson, commercial, maire de Saint-Denis-en-Val.

### Élections de 1981
| Candidat       | Candidat                    | Parti          | Premier tour | Premier tour | Second tour | Second tour |  |
| Candidat       | Candidat                    | Parti          | Voix         | %            | Voix        | %           |  |
| -------------- | --------------------------- | -------------- | ------------ | ------------ | ----------- | ----------- |  |
|                | Jacques Douffiagues sortant | UDF (PR)       | 30 708       | 45,53        | 35 269      | 48,04       |  |
|                | Jean-Pierre Sueur élu       | PS             | 25 008       | 37,08        | 38 142      | 51,96       |  |
|                | Noël Bizouerne              | PCF            | 5 188        | 7,69         |             |             |  |
|                | Jean-Noël Breuil            | MÉP            | 2 664        | 3,95         |             |             |  |
|                | Pierre Thibault             | MRG            | 1 872        | 2,78         |             |             |  |
|                | A. Larmet                   | PFN            | 831          | 1,23         |             |             |  |
|                | Christiane Hauchère         | LO             | 726          | 1,08         |             |             |  |
|                | Pierre Bauby                | UOPDP          | 443          | 0,66         |             |             |  |
|                |                             |                |              |              |             |             |  |
| Inscrits       | Inscrits                    | Inscrits       | 94 788       | 100,00       | 94 786      | 100,00      |  |
| Abstentions    | Abstentions                 | Abstentions    | 26 309       | 27,76        | 20 131      | 21,24       |  |
| Votants        | Votants                     | Votants        | 68 479       | 72,24        | 74 655      | 78,76       |  |
| Blancs et nuls | Blancs et nuls              | Blancs et nuls | 1 039        | 1,52         | 1 244       | 1,67        |  |
| Exprimés       | Exprimés                    | Exprimés       | 67 440       | 98,48        | 73 411      | 98,33       |  |

La suppléante de Jean-Pierre Sueur était Christiane Sarrailh, conseillère générale du canton d'Olivet.

### Élections de 1988
| Candidat       | Candidat                        | Parti          | Premier tour | Premier tour | Second tour | Second tour |  |
| Candidat       | Candidat                        | Parti          | Voix         | %            | Voix        | %           |  |
| -------------- | ------------------------------- | -------------- | ------------ | ------------ | ----------- | ----------- |  |
|                | Jean-Pierre Sueur sortant réélu | PS             | 19 584       | 45,04        | 24 021      | 51,11       |  |
|                | Antoine Carré sortant           | UDF (PR) (URC) | 17 977       | 41,34        | 22 978      | 48,89       |  |
|                | Marin Trouvé                    | FN             | 3 445        | 7,92         |             |             |  |
|                | Michel Ricoud                   | PCF            | 2 478        | 5,7          |             |             |  |
|                |                                 |                |              |              |             |             |  |
| Inscrits       | Inscrits                        | Inscrits       | 64 084       | 100,00       | 64 072      | 100,00      |  |
| Abstentions    | Abstentions                     | Abstentions    | 19 862       | 30,99        | 16 088      | 25,11       |  |
| Votants        | Votants                         | Votants        | 44 222       | 69,01        | 47 984      | 74,89       |  |
| Blancs et nuls | Blancs et nuls                  | Blancs et nuls | 738          | 1,67         | 985         | 2,05        |  |
| Exprimés       | Exprimés                        | Exprimés       | 43 484       | 98,33        | 46 999      | 97,95       |  |

Le suppléant de Jean-Pierre Sueur était Claude Bourdin, conseiller régional, conseiller municipal de Beaugency. Claude Bourdin remplaça Jean-Pierre Sueur, nommé membre du gouvernement, du 18 juin 1991 au 1er avril 1993.

### Élections de 1993
| Candidat       | Candidat                  | Parti          | Premier tour | Premier tour | Second tour | Second tour |  |
| Candidat       | Candidat                  | Parti          | Voix         | %            | Voix        | %           |  |
| -------------- | ------------------------- | -------------- | ------------ | ------------ | ----------- | ----------- |  |
|                | Jean-Pierre Sueur sortant | PS (ADFP)      | 12 789       | 26,08        | 21 981      | 45,03       |  |
|                | Antoine Carré élu         | UDF (PR)       | 12 687       | 25,87        | 26 831      | 54,97       |  |
|                | Annick Courtat            | RPR            | 9 488        | 19,35        | Retrait     | Retrait     |  |
|                | François Chéron           | FN             | 5 064        | 10,33        |             |             |  |
|                | Nino-Anne Dupieux         | GÉ (EÉ)        | 4 495        | 9,17         |             |             |  |
|                | Marc Brynhole             | PCF            | 2 597        | 5,3          |             |             |  |
|                | Marie-Hélène Soubry       | SÉGA           | 1 010        | 2,06         |             |             |  |
|                | Christiane Hauchère       | LO             | 908          | 1,85         |             |             |  |
|                | Sandrine Charasson        | LT-LNÉ         | 2            | 0            |             |             |  |
|                |                           |                |              |              |             |             |  |
| Inscrits       | Inscrits                  | Inscrits       | 69 635       | 100,00       | 69 623      | 100,00      |  |
| Abstentions    | Abstentions               | Abstentions    | 18 333       | 26,33        | 17 959      | 25,79       |  |
| Votants        | Votants                   | Votants        | 51 302       | 73,67        | 51 664      | 74,21       |  |
| Blancs et nuls | Blancs et nuls            | Blancs et nuls | 2 262        | 4,41         | 2 852       | 5,52        |  |
| Exprimés       | Exprimés                  | Exprimés       | 49 040       | 95,59        | 48 812      | 94,48       |  |

Le suppléant d'Antoine Carré était Alain Petitjean, Président des Cafetiers-Limonadiers du Loiret.

### Élections de 1997
| Candidat       | Candidat                    | Parti          | Premier tour | Premier tour | Second tour | Second tour |  |
| Candidat       | Candidat                    | Parti          | Voix         | %            | Voix        | %           |  |
| -------------- | --------------------------- | -------------- | ------------ | ------------ | ----------- | ----------- |  |
|                | Antoine Carré sortant réélu | UDF (PR)       | 15 790       | 32,99        | 26 166      | 51,13       |  |
|                | Jean-Pierre Sueur           | PS             | 15 756       | 32,92        | 25 005      | 48,87       |  |
|                | Xavier Guillemot            | FN             | 5 891        | 12,31        |             |             |  |
|                | Luc Ricoud                  | PCF            | 2 890        | 6,04         |             |             |  |
|                | André Brugnon               | LDI (MPF)      | 1 846        | 3,86         |             |             |  |
|                | Christiane Hauchère         | LO             | 1 499        | 3,13         |             |             |  |
|                | David Martin                | Les Verts      | 1 486        | 3,1          |             |             |  |
|                | Isabelle Lahitte            | GÉ             | 942          | 1,97         |             |             |  |
|                | Cécile Richard              | MÉI            | 914          | 1,91         |             |             |  |
|                | Jean-Pierre Perrin          | SÉGA           | 737          | 1,54         |             |             |  |
|                | Maurice Bonjean             | Divers gauche  | 112          | 0,23         |             |             |  |
|                | Hadj Krour                  | Divers droite  | 0            | 0            |             |             |  |
|                |                             |                |              |              |             |             |  |
| Inscrits       | Inscrits                    | Inscrits       | 72 871       | 100,00       | 72 848      | 100,00      |  |
| Abstentions    | Abstentions                 | Abstentions    | 22 703       | 31,16        | 18 798      | 25,8        |  |
| Votants        | Votants                     | Votants        | 50 168       | 68,84        | 54 050      | 74,2        |  |
| Blancs et nuls | Blancs et nuls              | Blancs et nuls | 2 305        | 4,59         | 2 879       | 5,33        |  |
| Exprimés       | Exprimés                    | Exprimés       | 47 863       | 95,41        | 51 171      | 94,67       |  |

La suppléante d'Antoine Carré était Annick Courtat, conseillère régionale, maire RPR de La Ferté-Saint-Aubin, gérante d'entreprise.

### Élections de 2002
| Candidat       | Candidat                    | Parti            | Premier tour | Premier tour | Second tour | Second tour |  |
| Candidat       | Candidat                    | Parti            | Voix         | %            | Voix        | %           |  |
| -------------- | --------------------------- | ---------------- | ------------ | ------------ | ----------- | ----------- |  |
|                | Antoine Carré sortant réélu | UMP              | 23 880       | 47,04        | 27 604      | 59,46       |  |
|                | Jean-Pierre Delport         | PS               | 14 218       | 28,01        | 18 821      | 40,54       |  |
|                | Jeanne Legros               | FN               | 4 482        | 8,83         |             |             |  |
|                | Nino-Anne Dupieux           | Les Verts        | 1 636        | 3,22         |             |             |  |
|                | Marc Brynhole               | PCF              | 1 590        | 3,13         |             |             |  |
|                | Mostafa Makhchan            | Pôle républicain | 830          | 1,63         |             |             |  |
|                | Jean-Pierre Petit           | CPNT             | 810          | 1,6          |             |             |  |
|                | Christian Beaudin           | Cap21            | 651          | 1,28         |             |             |  |
|                | Christiane Hauchère         | LO               | 604          | 1,19         |             |             |  |
|                | Gretel Miclo                | LCR              | 578          | 1,14         |             |             |  |
|                | Marie-Geneviève Gallard     | MPF              | 494          | 0,97         |             |             |  |
|                | Claudine Chéron             | MNR              | 458          | 0,9          |             |             |  |
|                | René Grandsire              | RCF              | 345          | 0,68         |             |             |  |
|                | Hélène Beley                | GÉ               | 189          | 0,37         |             |             |  |
|                |                             |                  |              |              |             |             |  |
| Inscrits       | Inscrits                    | Inscrits         | 77 716       | 100,00       | 77 720      | 100,00      |  |
| Abstentions    | Abstentions                 | Abstentions      | 26 035       | 33,5         | 29 592      | 38,08       |  |
| Votants        | Votants                     | Votants          | 51 681       | 66,5         | 48 128      | 61,92       |  |
| Blancs et nuls | Blancs et nuls              | Blancs et nuls   | 916          | 1,77         | 1 703       | 3,54        |  |
| Exprimés       | Exprimés                    | Exprimés         | 50 765       | 98,23        | 46 425      | 96,46       |  |

La suppléante d'Antoine Carré était Raymonde Garreau, conseillère municipale de La Ferté-Saint-Aubin.

### Élections de 2007
| Candidat       | Candidat               | Parti          | Premier tour | Premier tour | Second tour | Second tour |  |
| Candidat       | Candidat               | Parti          | Voix         | %            | Voix        | %           |  |
| -------------- | ---------------------- | -------------- | ------------ | ------------ | ----------- | ----------- |  |
|                | Olivier Carré élu      | UMP            | 21 701       | 43,08        | 26 385      | 54,95       |  |
|                | Marie-Madeleine Mialot | PS             | 13 450       | 26,7         | 21 628      | 45,05       |  |
|                | Yves Clément           | UDF–MoDem      | 4 869        | 9,67         |             |             |  |
|                | Jean-Philippe Grand    | Les Verts      | 2 117        | 4,2          |             |             |  |
|                | Annick Courtat         | Divers droite  | 2 117        | 4,2          |             |             |  |
|                | Michel Ricoud          | PCF            | 1 893        | 3,76         |             |             |  |
|                | Bruno Agius            | FN             | 1 887        | 3,75         |             |             |  |
|                | Gretel Miclo           | LCR            | 824          | 1,64         |             |             |  |
|                | Thierry Géraud         | MPF            | 655          | 1,3          |             |             |  |
|                | Sophie Gallou          | Divers         | 468          | 0,93         |             |             |  |
|                | Christiane Hauchère    | LO             | 393          | 0,78         |             |             |  |
|                |                        |                |              |              |             |             |  |
| Inscrits       | Inscrits               | Inscrits       | 82 688       | 100,00       | 82 673      | 100,00      |  |
| Abstentions    | Abstentions            | Abstentions    | 31 579       | 38,19        | 33 390      | 40,39       |  |
| Votants        | Votants                | Votants        | 51 109       | 61,81        | 49 283      | 59,61       |  |
| Blancs et nuls | Blancs et nuls         | Blancs et nuls | 735          | 1,44         | 1 270       | 2,58        |  |
| Exprimés       | Exprimés               | Exprimés       | 50 374       | 98,56        | 48 013      | 97,42       |  |

### Élections de 2012
| Candidat       | Candidat                    | Parti          | Premier tour | Premier tour | Second tour | Second tour |  |
| Candidat       | Candidat                    | Parti          | Voix         | %            | Voix        | %           |  |
| -------------- | --------------------------- | -------------- | ------------ | ------------ | ----------- | ----------- |  |
|                | Olivier Carré sortant réélu | UMP            | 16 559       | 38,49        | 21 846      | 51,84       |  |
|                | Jean-Philippe Grand         | EÉLV           | 13 650       | 31,73        | 20 298      | 48,16       |  |
|                | Dominique Sanguinetti       | RBM (FN)       | 5 639        | 13,11        |             |             |  |
|                | Cécile Hubert               | FG (PCF)       | 3 008        | 6,99         |             |             |  |
|                | Ibrahim Choucair            | Divers gauche  | 1 918        | 4,46         |             |             |  |
|                | Tahar Ben Chaabane          | CpF (MoDem)    | 1 105        | 2,57         |             |             |  |
|                | Annie Girault               | AÉI            | 620          | 1,44         |             |             |  |
|                | Omar Ghandour               | DLR            | 203          | 0,47         |             |             |  |
|                | Claude Trepka               | LO             | 149          | 0,35         |             |             |  |
|                | Robert Couture              | NPA            | 171          | 0,40         |             |             |  |
|                | Yvonne Daroussin            | Divers         | 1            | 0,00         |             |             |  |
|                |                             |                |              |              |             |             |  |
| Inscrits       | Inscrits                    | Inscrits       | 73 262       | 100,00       | 73 258      | 100,00      |  |
| Abstentions    | Abstentions                 | Abstentions    | 29 668       | 40,5         | 29 947      | 40,88       |  |
| Votants        | Votants                     | Votants        | 43 594       | 59,5         | 43 311      | 59,12       |  |
| Blancs et nuls | Blancs et nuls              | Blancs et nuls | 571          | 1,31         | 1 167       | 2,69        |  |
| Exprimés       | Exprimés                    | Exprimés       | 43 023       | 98,69        | 42 144      | 97,31       |  |

### Élections de 2017
Député sortant : Olivier Carré (Les Républicains).
|                                                                        |                                                                                      |                           |                           |                          |                          |
|                                                                        |                                                                                      | Premier tour 11 juin 2017 | Premier tour 11 juin 2017 | Second tour 18 juin 2017 | Second tour 18 juin 2017 |
|                                                                        |                                                                                      |                           |                           |                          |                          |
|                                                                        |                                                                                      | Nombre                    | % des inscrits            | Nombre                   | % des inscrits           |
| Inscrits                                                               | Inscrits                                                                             | 75 652                    | 100,00                    | 75 649                   | 100,00                   |
| Abstentions                                                            | Abstentions                                                                          | 35 963                    | 47,54                     | 41 323                   | 54,62                    |
| Votants                                                                | Votants                                                                              | 39 689                    | 52,46                     | 34 326                   | 45,38                    |
|                                                                        |                                                                                      |                           | % des votants             |                          | % des votants            |
| Bulletins blancs                                                       | Bulletins blancs                                                                     | 520                       | 1,31                      | 2 637                    | 7,68                     |
| Bulletins nuls                                                         | Bulletins nuls                                                                       | 193                       | 0,49                      | 929                      | 2,71                     |
| Suffrages exprimés                                                     | Suffrages exprimés                                                                   | 38 976                    | 98,20                     | 30 760                   | 89,61                    |
|                                                                        |                                                                                      |                           |                           |                          |                          |
| Candidat Étiquette politique (partis et alliances)                     | Candidat Étiquette politique (partis et alliances)                                   | Voix                      | % des exprimés            | Voix                     | % des exprimés           |
|                                                                        |                                                                                      |                           |                           |                          |                          |
|                                                                        | Stéphanie Rist La République en marche !                                             | 17 409                    | 44,67                     | 20 001                   | 65,02                    |
|                                                                        | Charles-Éric Lemaignen Les Républicains (Union des démocrates et indépendants)       | 7 189                     | 18,44                     | 10 759                   | 34,98                    |
|                                                                        | Colette Poltaratsky Front national                                                   | 3 827                     | 9,82                      |                          |                          |
|                                                                        | Olivier Jouin Parti socialiste (Europe Écologie Les Verts - Parti radical de gauche) | 3 382                     | 8,68                      |                          |                          |
|                                                                        | Anne-Sophie Leguin La France insoumise                                               | 3 309                     | 8,49                      |                          |                          |
|                                                                        | Michel Ricoud Parti communiste français                                              | 1 733                     | 4,45                      |                          |                          |
|                                                                        | Daniel Simon Debout la France                                                        | 867                       | 2,22                      |                          |                          |
|                                                                        | Jean-Pierre Darley Divers (Parti du vote blanc)                                      | 268                       | 0,69                      |                          |                          |
|                                                                        | Térence Domer-Marie Divers (Union populaire républicaine)                            | 206                       | 0,53                      |                          |                          |
|                                                                        | Murat Yilmazgiller Divers                                                            | 198                       | 0,51                      |                          |                          |
|                                                                        | Claude Trepka Lutte ouvrière                                                         | 198                       | 0,51                      |                          |                          |
|                                                                        | Khalid Bajjouj Divers (Union des démocrates musulmans français)                      | 197                       | 0,51                      |                          |                          |
|                                                                        | Kasia Edey Gamassou Divers droite (Parti chrétien-démocrate)                         | 193                       | 0,50                      |                          |                          |
|                                                                        | Claire Bonfort Divers droite                                                         | 0                         | 0,00                      |                          |                          |
| Source : Ministère de l'Intérieur - Première circonscription du Loiret |                                                                                      |                           |                           |                          |                          |

### Élections de 2022
Les élections législatives françaises de 2022 ont eu lieu les dimanches 12 et 19 juin 2022.
| Résultats des élections législatives des 12 et 19 juin 2022 de la 1re circonscription du Loiret |                          |                          |              |              |             |             |
| Candidat                                                                                        | Candidat                 | Parti et coalition       | Premier tour | Premier tour | Second tour | Second tour |
| Candidat                                                                                        | Candidat                 | Parti et coalition       | Voix         | %            | Voix        | %           |
|                                                                                                 | Stéphanie Rist           | REN (Ens)                | 13 988       | 36,49        | 20 163      | 57,21       |
|                                                                                                 | Ghislaine Kounowski,     | PS (NUPES)               | 10 989       | 28,67        | 15 080      | 42,79       |
|                                                                                                 | François-Valbert Helie   | RN                       | 5 842        | 15,24        |             |             |
|                                                                                                 | Thierry Cousin           | UDI                      | 4 621        | 12,06        |             |             |
|                                                                                                 | Patricia Lequen          | REC                      | 1 689        | 4,41         |             |             |
|                                                                                                 | Sabryna Khider           | DLF - Les Patriotes      | 496          | 1,29         |             |             |
|                                                                                                 | Claude Trepka            | LO                       | 470          | 1,23         |             |             |
|                                                                                                 | Dounia Khuwaylid         | UDMF                     | 235          | 0,61         |             |             |
| Votes valides                                                                                   | Votes valides            | Votes valides            | 38 330       | 98,08        | 35 243      | 93,14       |
| Votes blancs                                                                                    | Votes blancs             | Votes blancs             | 554          | 1,42         | 1 868       | 4,94        |
| Votes nuls                                                                                      | Votes nuls               | Votes nuls               | 195          | 0,50         | 729         | 1,93        |
| Total                                                                                           | Total                    | Total                    | 39 079       | 100          | 37 840      | 100         |
| Abstention                                                                                      | Abstention               | Abstention               | 38 526       | 49,64        | 39 754      | 51,23       |
| Inscrits / participation                                                                        | Inscrits / participation | Inscrits / participation | 77 605       | 50,36        | 77 594      | 48,77       |

### Élections de 2024
| Candidat                 | Candidat                 | Parti et coalition       | Nuance                   | Premier tour | Premier tour | Second tour | Second tour |
| Candidat                 | Candidat                 | Parti et coalition       | Nuance                   | Voix         | %            | Voix        | %           |
| ------------------------ | ------------------------ | ------------------------ | ------------------------ | ------------ | ------------ | ----------- | ----------- |
|                          | Stéphanie Rist           | RE (ENS)                 | ENS                      | 16 775       | 31,60        | 34 909      | 67,68       |
|                          | Ghislaine Kounowski      | PS (NFP)                 | UG                       | 16 706       | 31,47        | Retrait     | Retrait     |
|                          | Tiffanie Rabault         | RN                       | RN                       | 14 880       | 28,03        | 16 667      | 32,32       |
|                          | Guillaume Chassang       | LC                       | DVC                      | 3 620        | 6,82         |             |             |
|                          | Nicole Maurice           | REC                      | REC                      | 659          | 1,24         |             |             |
|                          | Claude Trebka            | LO                       | EXG                      | 439          | 0,83         |             |             |
|                          |                          |                          |                          |              |              |             |             |
| Suffrages exprimés       | Suffrages exprimés       | Suffrages exprimés       | Suffrages exprimés       | 53 079       | 98,00        | 51 576      | 95,22       |
| Votes blancs             | Votes blancs             | Votes blancs             | Votes blancs             | 803          | 1,48         | 1 972       | 3,64        |
| Votes nuls               | Votes nuls               | Votes nuls               | Votes nuls               | 282          | 0,52         | 617         | 1,14        |
| Total                    | Total                    | Total                    | Total                    | 54 164       | 100          | 54 165      | 100         |
| Abstention               | Abstention               | Abstention               | Abstention               | 24 145       | 30,83        | 24 117      | 30,81       |
| Inscrits / participation | Inscrits / participation | Inscrits / participation | Inscrits / participation | 78 309       | 69,17        | 78 282      | 69,19       |